# Omokkjo állomás
Omokkjo (Omokgyo) állomás a szöuli metró 5-ös vonalának állomása, mely Jangcshon-ku (Yangcheon-gu) kerületben található. A közelben található a Szöuli Bevándorlási Hivatal, valamint az SBS televízió székháza.

## Viszonylatok
| 5-ös vonal                                 | 5-ös vonal | 5-ös vonal                                                                     |
| ------------------------------------------ | ---------- | ------------------------------------------------------------------------------ |
| Mok-tong (Mok-dong) Panghva (Banghwa) felé | fő vonal   | Jangphjong (Yangpyeong) Szangil-tong (Sangil-dong) vagy Macshon (Macheon) felé |